# Jardin public de Cherbourg
Le jardin public de Cherbourg ou parc du Roule est un parc de 1,7 hectare situé avenue de Paris, à Cherbourg-en-Cotentin au pied de la montagne du Roule.

## Histoire
Fondé en 1887, il est alors le premier espace vert à être offert à la population cherbourgeoise.
Au pied de la montagne du Roule, d'où descend une source qui alimente la mare des canards et des cygnes, il comporte un parc zoologique avec des volières, des cervidés et des chèvres. Un bassin a accueilli des otaries à crinière : seule depuis 1999, « Flamboyante », arrivée le 10 janvier 1989, part en 2009 vers Le Pal dans l'Allier, le bassin devant devenir une roselière.
C'est le lieu de commémoration privilégié par la municipalité : le monument aux morts dont la statue de bronze d'Alexandre Descatoire est inaugurée en 1924, le portail de l’abbaye du Vœu, découvert en 1892 et classé monument historique le 9 juillet 1909 y est exposé, de même que le buste de Jean-François Millet par Henri Chapu depuis 1892. Il abrite également le dernier kiosque à musique de la ville.
Deux pavillons d'angles construits en 1889 limitent le jardin sur l'avenue de Paris.

## Galerie

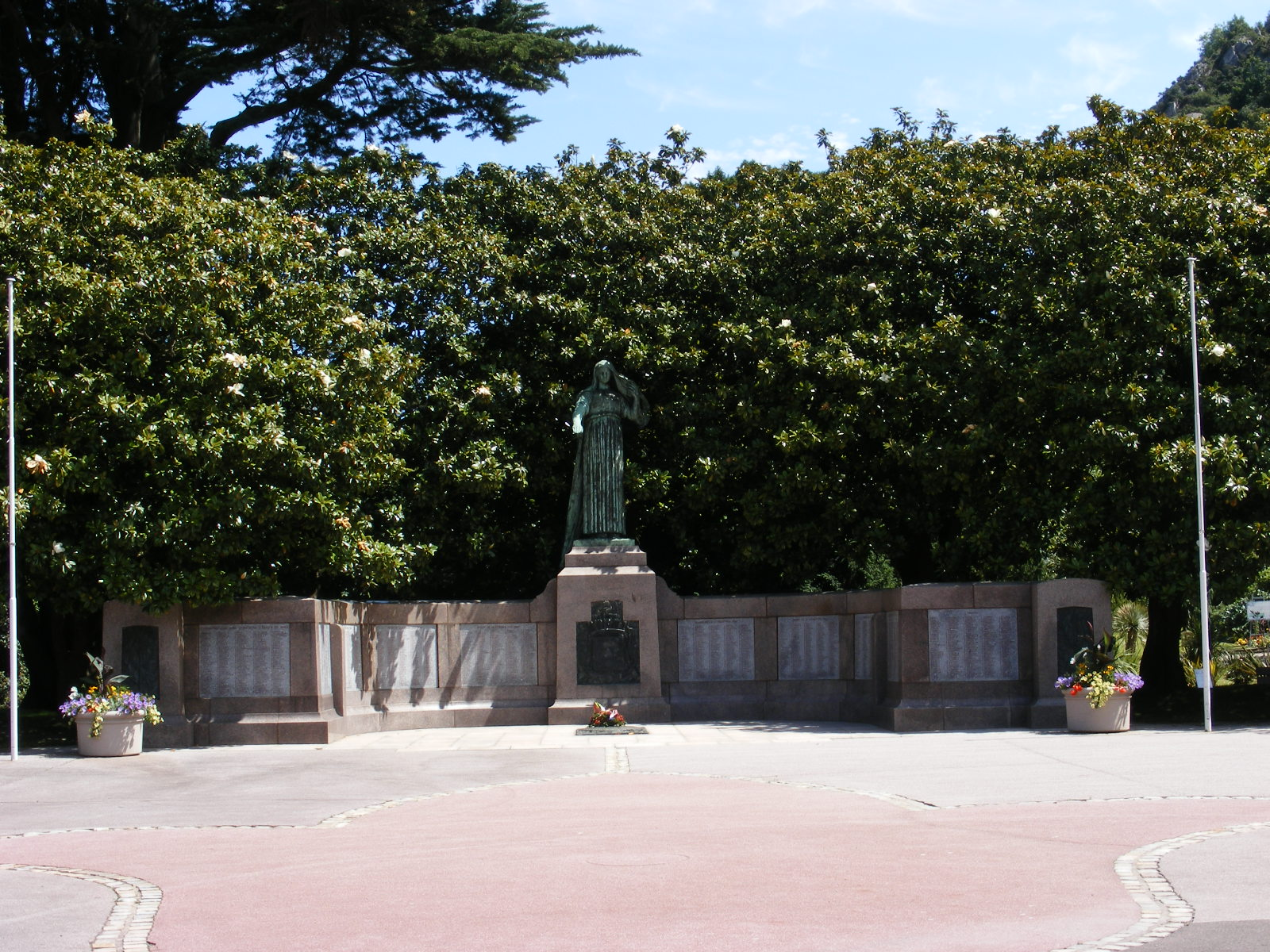
Monument à la mémoire des Cherbourgeois morts pour la France
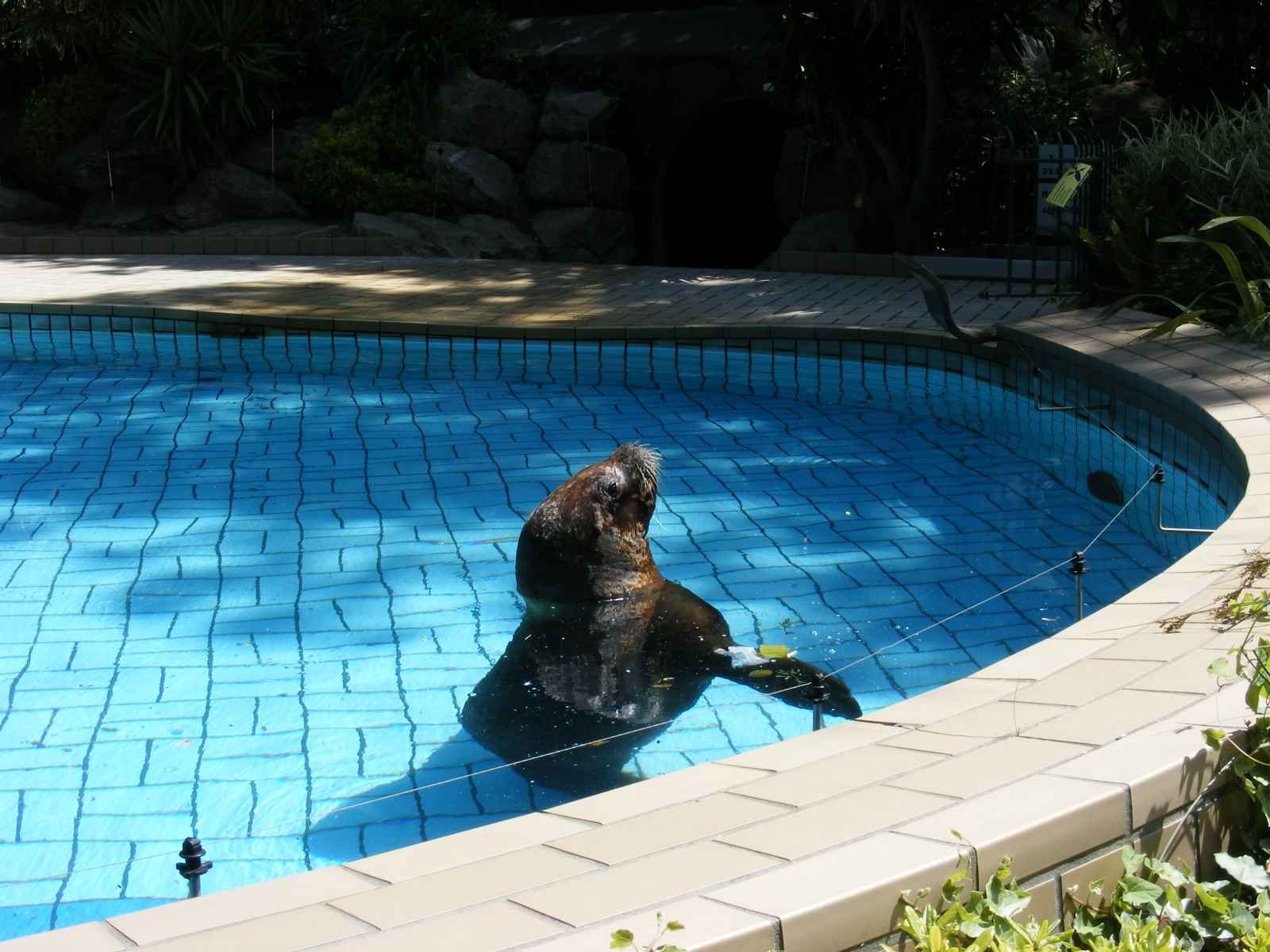
Otarie à crinière dans son bassin
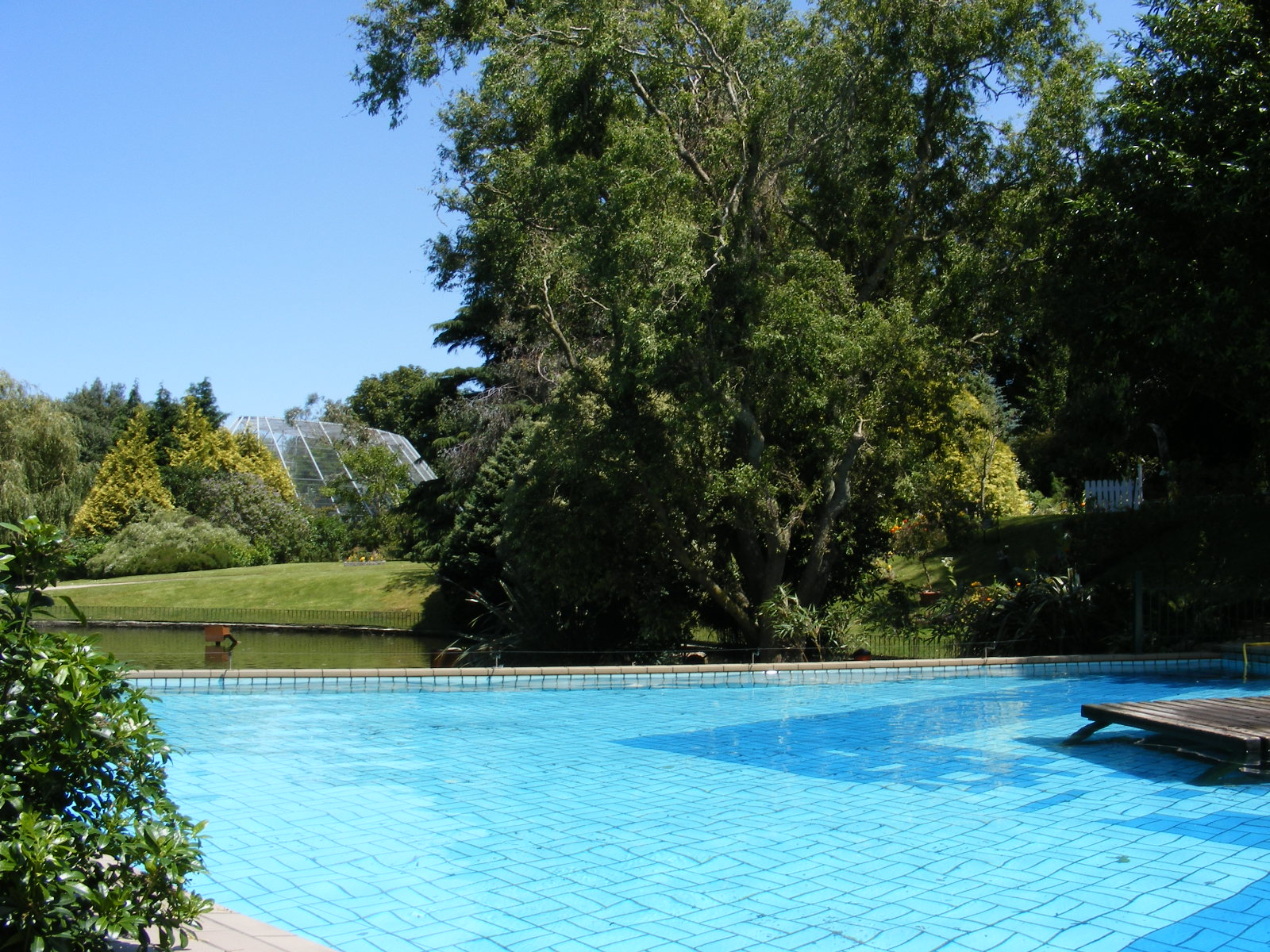
Bassin des otaries et vue de la volière
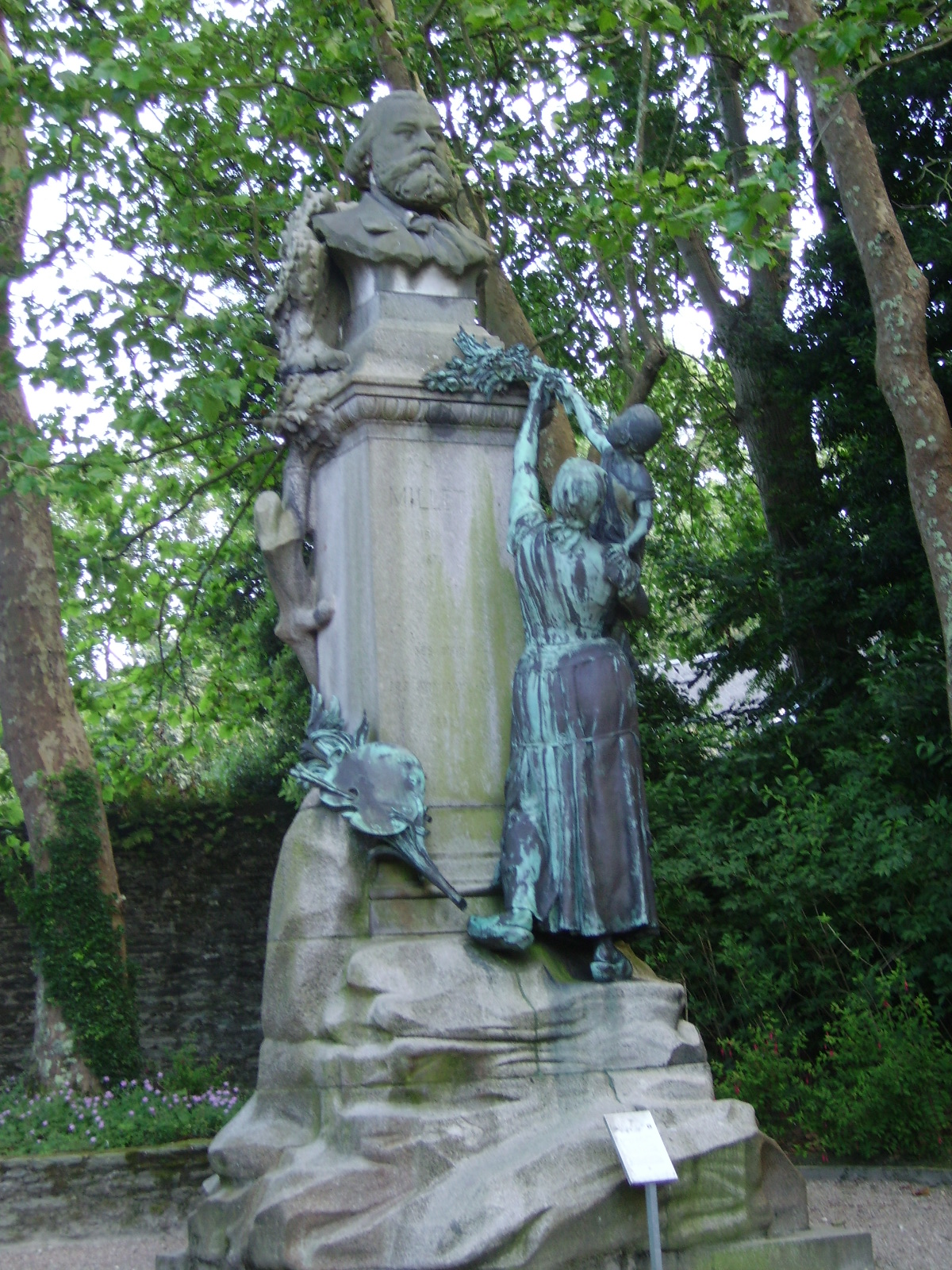
Buste de Jean-François Millet

## Sources
- Parcs et jardins, ville de Cherbourg-Octeville.
- Bruno Centorame, « Trois jardins », À la découverte de Cherbourg : guide historique et touristique sur la ville de Cherbourg, la Hague et le Val de Saire. Cherbourg : Ville de Cherbourg, 1992